# L'assalto (film 2011)
L'assalto (L'assaut) è un film del 2010 diretto da Julien Leclercq.
La pellicola racconta il dirottamento del volo 8969 della Air France nel 1994.

## Trama
Aeroporto di Algeri, 24 dicembre 1994. Quattro giovani membri della GIA (Gruppo Islamico Armato), simulando un controllo passaporti, salgono a bordo dell'Airbus A300 della Air France in partenza per Parigi con 227 persone a bordo. Preso il controllo dell'aereo, i quattro terroristi chiedono l'allontanamento della scaletta e l'immediata partenza del velivolo, ma le autorità algerine non danno risposte. Uno dopo l'altro vengono soppressi tre ostaggi, un poliziotto algerino, un diplomatico vietnamita e, dopo aver liberato senza esito alcune donne e tutti i bambini, un impiegato dell'ambasciata francese. Solo a questo punto e dopo lunghe trattative diplomatiche tra i governi francese e algerino, l'aereo viene lasciato partire da Algeri, ma atterra presso l'aeroporto di Marsiglia Provenza per fare rifornimento di carburante. Lo scopo dichiarato dai terroristi è ottenere la liberazione dei loro compagni d'armi detenuti, ma, poiché chiedono un supplemento di carburante, si teme un'azione dimostrativa sui cieli di Parigi.
Di fronte alla determinazione dei dirottatori che non accettano dilazioni, le squadre del GIGN, allertate e preparatesi fin dall'inizio della crisi, intervengono sotto l'occhio delle telecamere che trasmettono in diretta. Il 26 dicembre 1994, di fronte a 21 milioni di telespettatori, l'assalto sarà l'inizio di un conflitto a fuoco che si concluderà con la morte dei dirottatori e la liberazione degli ostaggi, ma anche con il ferimento grave di molti agenti, membri dell'equipaggio e passeggeri.

## Distribuzione
Il film non è passato dalle sale cinematografiche italiane. Dal novembre 2014, è reperibile in DVD, con il titolo: The assault - il volo del terrore.